# كاتي هافنر
كاتي هافنر (بالإنجليزية: Katie Hafner)‏ هي كاتِبة ومؤلفة وصحفية أمريكية، ولدت في 1957.